# 토르토니에서
토르토니에서(프랑스어: Chez Tortoni)는 프랑스 화가 에두아르 마네가 1875년경에 그린 초상화이다. 캔버스에 유화로 그려졌으며 크기는 26 × 34cm에 달한다. 이 그림은 미국 매사추세츠주 보스턴에 위치한 이저벨라 스튜어트 가드너 박물관에 전시되어 있으나 1990년 박물관 도난 사건 당시 다른 회화 13점과 함께 사라져 현재는 행방을 알 수 없다.

## 상세
그림 속에는 우아한 옷을 입은 남자가 프랑스 파리의 카페 토르토니 (Café Tortoni)의 테이블에 앉아 스케치북에 그림을 그리는 모습을 묘사하고 있다. 남자의 옆 테이블에는 반쯤 비어있는 맥주 잔이 놓여 있다.

## 역사
1920년 조르주 셰나르위셰, 알퐁스 칸, 디크란 켈레키안 컬렉션 리스트에 올랐다. 1922년 1월 뉴욕 경매에서 루이스 크론버그가 미술수집가 이저벨라 스튜어트 가드너를 대리하여 3,400달러에 구입했다는 기록이 남아 있다.
이후 미국 매사추세츠주 보스턴에 위치한 이저벨라 스튜어트 가드너 박물관의 소장품으로 남았으나, 1990년 3월 18일 박물관 도난 사건 당시 자취를 감췄다. 도난 이후로 그림의 행방은 여전히 불명인 상태이며, 박물관 측에서는 그림을 반환할 시 보상하겠다는 입장을 취하고 있다.

## 대중매체에서의 등장
2011년 1월 27일 방영된 미국 드라마 뱀파이어 다이어리 시즌 2 11화에서 살바토레 형제의 집에 그림이 걸려 있는 모습으로 등장한다.
2023년 넷플릭스 오리지널 프랑스 드라마 루팡 시즌 3에서 등장하며, 여러 화에 걸쳐 소재로 다뤄진다.

## 같이 보기
- 이저벨라 스튜어트 가드너 박물관
- 에두아르 마네의 회화 목록
- 도난당한 회화 목록